# دلبت
دلبت هي قرية لبنانية من قرى قضاء كسروان في محافظة جبل لبنان.